# Penalva de Alva
Penalva de Alva ist eine Kleinstadt (Vila) und ehemalige Gemeinde (Freguesia) im portugiesischen Kreis (Concelho) von Oliveira do Hospital. Am 30. Juni 2011 hatte die Gemeinde 953 Einwohner auf einer Fläche von 11,8 km².
Bis zu den Verwaltungsreformen nach der Liberalen Revolution 1822 und dem folgenden Miguelistenkrieg war der Ort Sitz eines eigenständigen Kreises, um seit Mitte des 19. Jh. eine Gemeinde des Kreises von Oliveira do Hospital zu sein.
Im Zuge der kommunalen Neuordnung Portugals am 29. September 2013 wurde die Gemeinde Penalva de Alva mit São Sebastião da Feira zur neuen Gemeinde União das Freguesias de Penalva de Alva e São Sebastião da Feira zusammengeschlossen. Sitz der neuen Gemeinde wurde Penalva de Alva.